# Nouriel Roubini

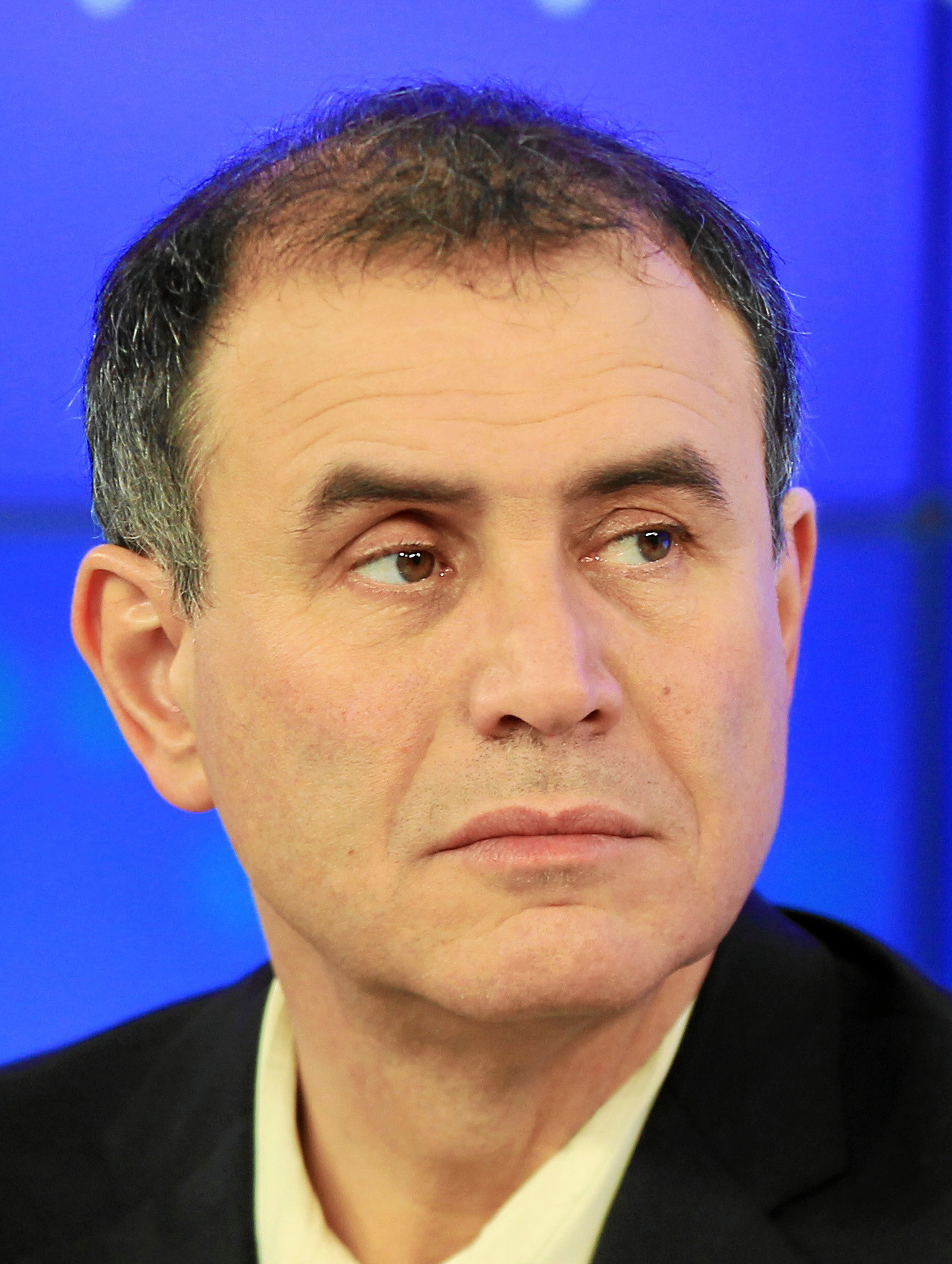

Nouriel Roubini, född 29 mars 1958 i Istanbul, Turkiet, är en amerikansk ekonom. Han undervisar vid Stern School of Business, New York University, och är ordförande i Roubini Global Economics som erbjuder ekonomiska konsulttjänster.
Hans föräldrar var iranska judar, men han föddes i Turkiet och växte upp i Italien. Efter en kandidatexamen i politisk ekonomi vid Bocconiuniversitetet i Milano, doktorerade han i internationell ekonomi vid  Harvard university. I egenskap av ekonom har han varit verksam vid Yale,  International Monetary Fund (IMF), the Federal Reserve, Världsbanken, och Bank of Israel. Början av sin karriär ägnade han åt tillväxtmarknader. Han arbetade för  Bill Clinton när denne var president som ekonomie senior vid Council of Economic Advisers, överflyttades till USA:s finansdepartement som rådgivare till Timothy Geithner som 2009 blev USA:s finansminister.